# Alonzo di Benedetto
Alonzo di Benedetto (Catania, 1664 ? – Catania, 1729 ?) è stato un architetto italiano.

## Biografia
Poco si conosce sulla vita di questo architetto che, assieme a molti altri, fra i quali si ricorda Francesco Battaglia, partecipò alla ricostruzione di Catania dopo il Terremoto del Val di Noto del 1693. 
Fra le opere a lui attribuite si ricordano Palazzo Biscari, Palazzo San Demetrio, Palazzo Tezzano, Palazzo del Seminario dei Chierici e Palazzo Manganelli.